# Kremer Racing

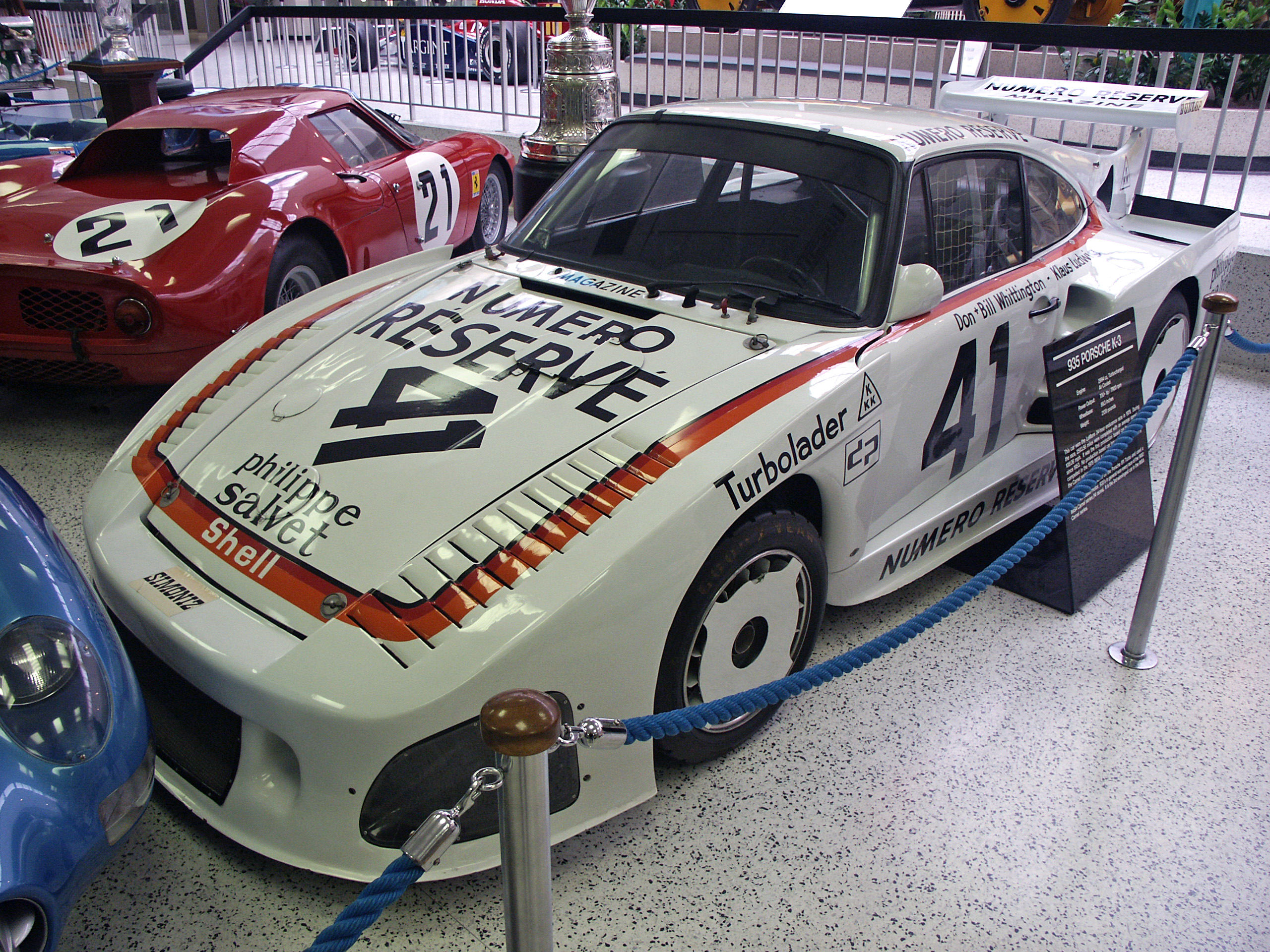
La Porsche 935 K3 victorieuse au 24 Heures du Mans 1979.

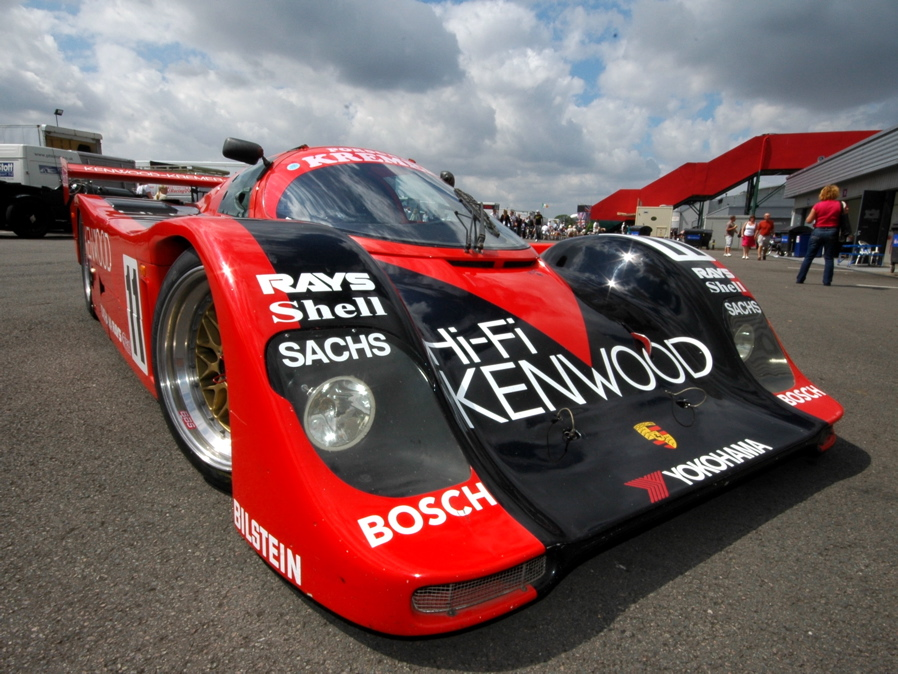
La Porsche Kremer 962CK6 au début des années 1990.

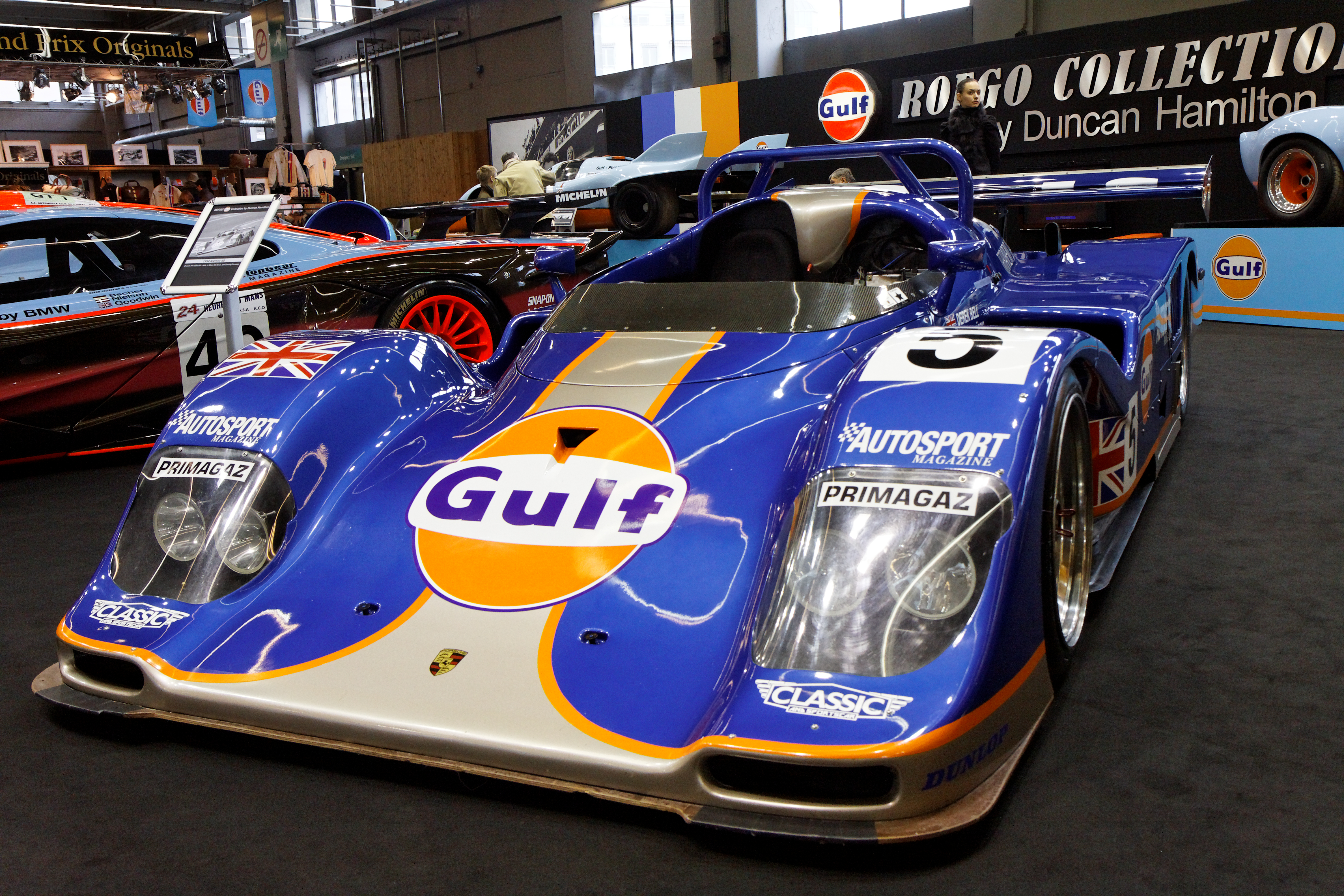
Une Kremer K8 de 1994.

Kremer Racing est une écurie de course automobile allemande basée à Cologne et fondée par les frères Erwin et Manfred Kremer en 1962. Elle a participé au Championnat du monde des voitures de sport et a remporté les 24 Heures du Mans et les 24 Heures de Daytona.
Après la mort du fondateur en 2006 et plusieurs rachats, l'écurie est détenue depuis 2010 par Eberhard Baunach.

## Histoire
Après un grand nombre de victoires, l'écurie doit vivre la mort en course de Jo Gartner lors des 24 Heures du Mans 1986.
Le Kremer Racing revient en 2011 dans le championnat VLN Langstreckenmeisterschaft Nürburgring.

## Palmarès
- Vainqueur des 24 Heures de Spa en 1968 avec Erwin Kremer (de), Helmut Kelleners et Willi Kauhsen
- Trois fois vainqueur du Championnat d'Europe GT en 1972 et 1974 avec John Fitzpatrick et en 1973 avec Clemens Schickentanz
- Vainqueur des 24 Heures du Mans 1979 avec Klaus Ludwig, Don Whittington et Bill Whittington
- Vainqueur des 6 Heures de Watkins Glen en 1979 avec Klaus Ludwig, Don Whittington et Bill Whittington
- Vainqueur des 24 Heures de Daytona en 1995 avec Jürgen Lässig, Christophe Bouchut, Giovanni Lavaggi et Marco Werner
- Onze fois vainqueur de la Porsche Cup avec Erwin Kremer (de), Clemens Schickentanz, John Fitzpatrick, Klaus Ludwig, Bob Wollek, Volker Weidler et Bernd Schneider

- Erwin Kremer à titre individuel a remporté sur voitures de sport en 1968 les 4 Heures de Monza, les 24 Heures de Spa et le Grand Prix de Brno (notamment avec Helmut Kelleners, tout en terminant troisième du Championnat d'Europe des voitures de tourisme de Division 3[3]), ainsi que cette fois les 6 Heures de Monza en 1973, pour une carrière personnelle au volant de près d'une dizaine d'années (1966 à 1975).